# Wikstroemia sandwicensis
Wikstroemia sandwicensis är en tibastväxtart som beskrevs av Carl Daniel Friedrich Meisner. Wikstroemia sandwicensis ingår i släktet Wikstroemia och familjen tibastväxter. Inga underarter finns listade i Catalogue of Life.